# Lauris
Lauris  ist eine französische Gemeinde mit 3929 Einwohnern (Stand 1. Januar 2022) im Département Vaucluse und in der Region Provence-Alpes-Côte d’Azur.

## Geographie
Lauris befindet sich im Süden des Départements Vaucluse und ist von den Gemeinden Puget, La Roque-d’Anthéron und Puyvert umgeben. Nächstgrößere Städte sind Apt im Nordosten und Pertuis im Südosten, jeweils 16 Kilometer entfernt.
Im Norden der Gemeinde erhebt sich das Gebirge des Luberon mit dem Regionalen Naturpark Luberon, zu dem das Gemeindegebiet gehört. Im Süden fließt die Durance, die auch die Grenze zum Département Bouches-du-Rhône bildet.

## Verkehr
Südlich des Gemeindezentrums verläuft die D973 auf ost-westlicher Achse. Parallel dazu verläuft die Bahnstrecke Cheval-Blanc–Pertuis, die jedoch seit 1971 nicht mehr für den Personenverkehr geöffnet ist.

## Geschichte

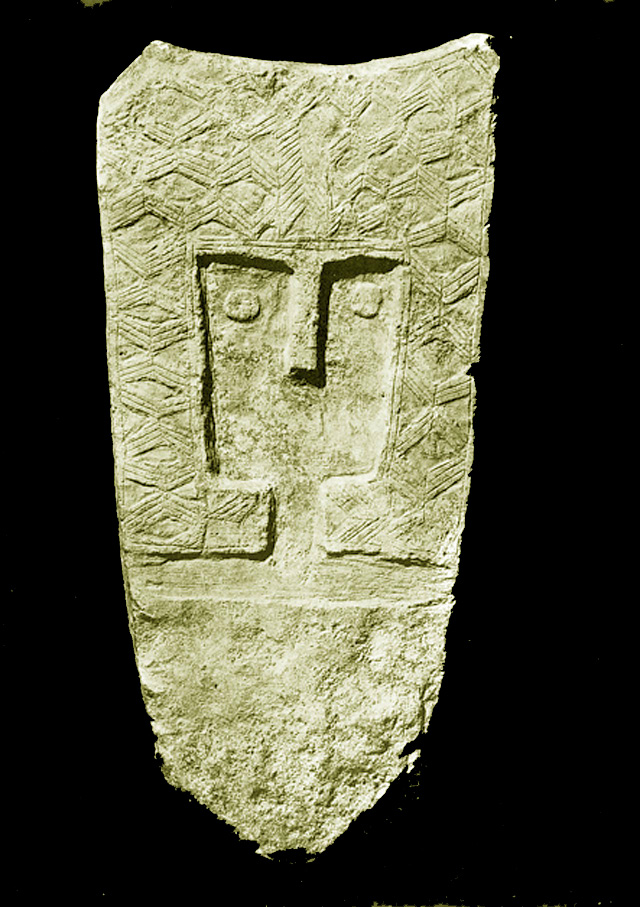
Stele von Lauris

Die Besiedlung des Gemeindegebietes geht, aufgrund der günstigen Lage an der Durance, bis in frühgeschichtliche Zeit zurück. Am Ende des Neolithikums war in dieser Gegend vor allem die Lagozza-Kultur verbreitet, die durch die Stele von Lauris-Puyvert bezeugt ist. Die erste Erwähnung des Ortes erfolgte im Jahr 1079. Im Mittelalter war Lauris zunächst in bischöflichem Besitz und wurde danach von den Grafen der Provence verwaltet. 1552 war Lauris ein Lehnsgut von François de Pérussis und stand im siebzehnten Jahrhundert unter Herrschaft der Herzöge von Lesdiguières. Im achtzehnten Jahrhundert kontrollierte der Marquis d’Arlatan die Ortschaft. Nach der Entvölkerung der Region infolge der Pest siedelten sich vielerorts im südlichen Luberon Protestanten an. Lauris, als eine der wenigen Gemeinden von der Pest verschont, blieb dagegen größtenteils katholisch. Im neunzehnten Jahrhundert kam es zu einem Aufschwung in der Landwirtschaft. Lauris ist weltweit vor allem für den Anbau von Spargel bekannt geworden.

### Bevölkerungsentwicklung
| Jahr      | 1962 | 1968 | 1975 | 1982 | 1990 | 1999 | 2006 | 2008 | 2018 |
| --------- | ---- | ---- | ---- | ---- | ---- | ---- | ---- | ---- | ---- |
| Einwohner | 1464 | 1558 | 1620 | 1810 | 2571 | 3102 | 3283 | 3420 | 3867 |

## Städtepartnerschaft
- Ötisheim, Baden-Württemberg

## Sehenswürdigkeiten

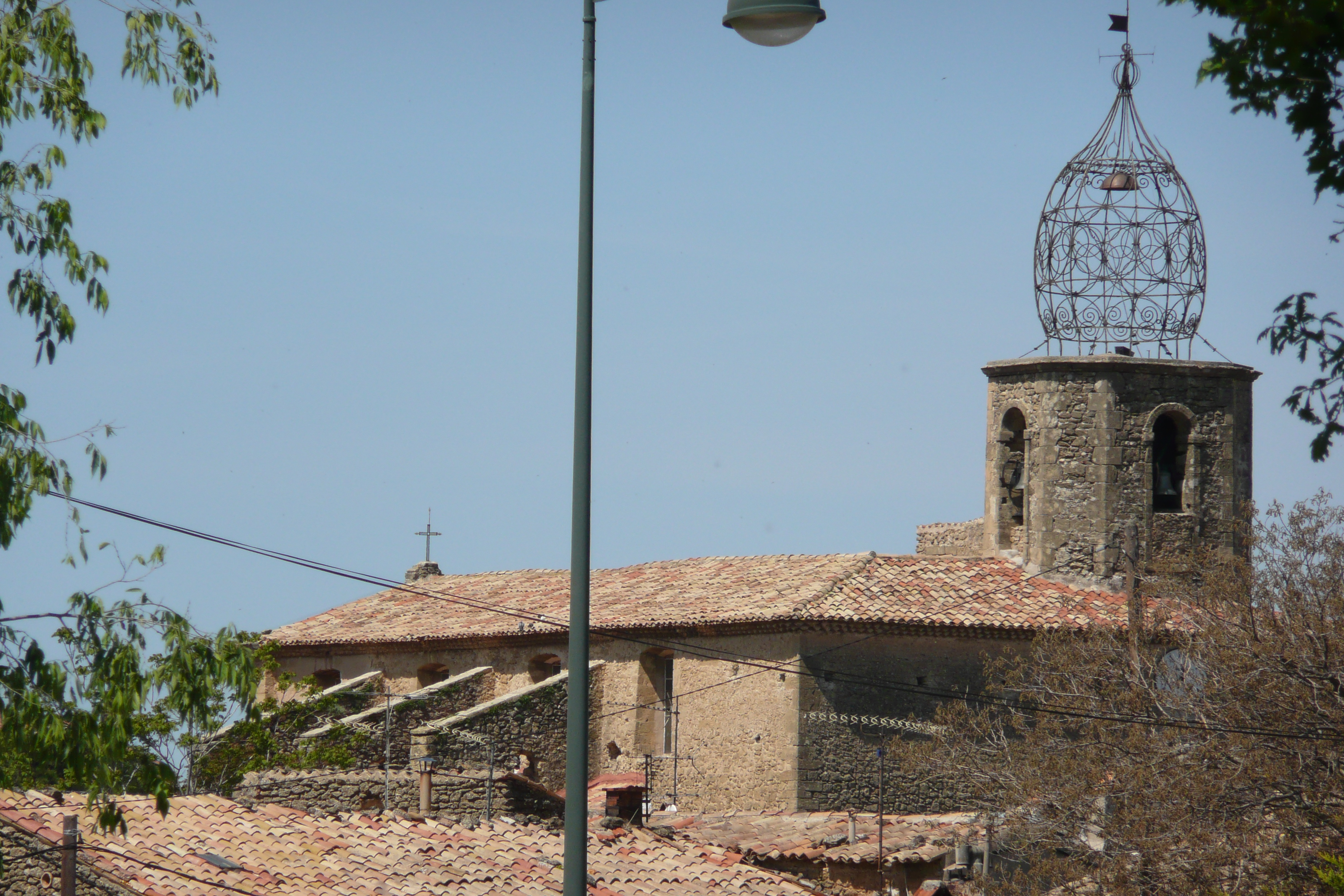
Notre-Dame mit Eisen-Turmhelm

- Château de Lauris und Schlossgarten (18. Jahrhundert).
- Pfarrkirche Notre-Dame-de-la-Purification (1702–1711) mit Eisenkirchturm.
- Kapelle Saint-Rochus
- Gassen der Altstadt
- Oratorien
- Magali-Gärten (gallo-römisch)
- Waschhaus (Monument historique), erbaut im 19. Jahrhundert

## Persönlichkeiten
- Joseph-François Garnier (1755–1825), französischer Komponist und Oboist
- Joseph Chabert (1831–1894), kanadischer Maler und Kirchenmann
- Jacques Rouchouse (1946–), französischer Essayist und Musikkritiker
- Trude Herr (1927–1991), deutsche Schauspielerin, Schlagersängerin und Theaterdirektorin